# Rotbauchdrossel

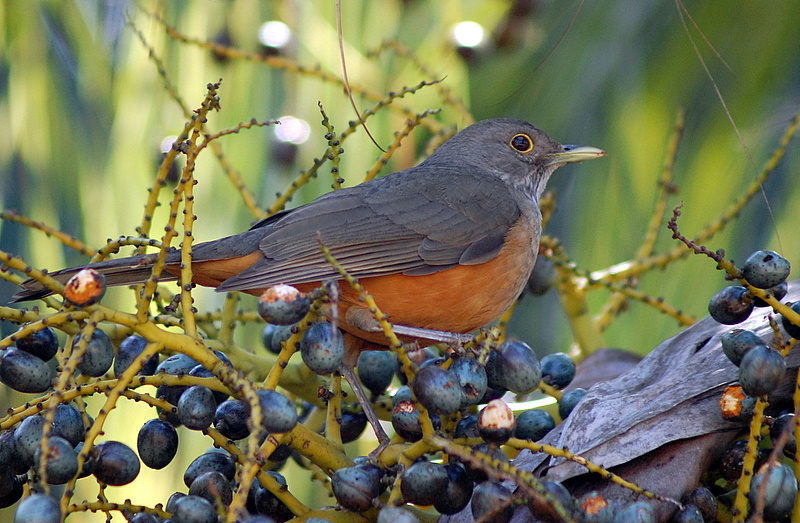
Rotbauchdrossel

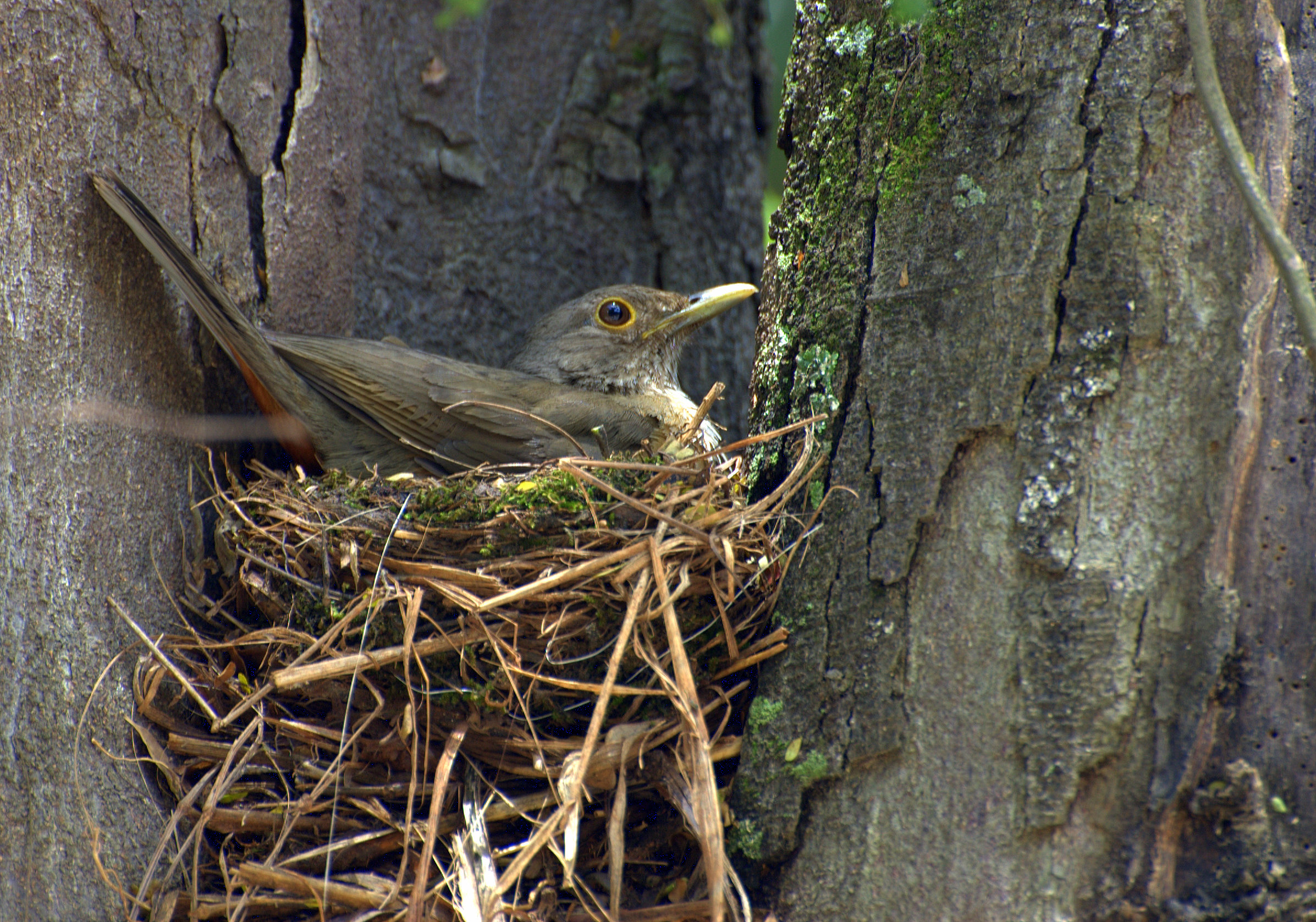
Brütende Rotbauchdrossel

Die Rotbauchdrossel (Turdus rufiventris) ist ein Singvogel aus der Gattung der echten Drosseln (Turdus), die zur Familie der Drosseln (Turdidae) gehört.

## Beschreibung
Die Rotbauchdrossel trägt ihren Namen aufgrund ihres rostig-braunen Bauches. Dazu hat sie einen braungrauen Rücken, dunkelbraune, gelb-orange umrandete Augen, einen oliv-gelben, geraden Schnabel und graue Beine. Rotbauchdrosseln werden 17–25 cm groß, haben ein Gewicht von bis zu 68 g (Männchen) bzw. 78 g (Weibchen) und in freier Wildbahn eine Lebenserwartung von bis zu zehn Jahren.

## Lebensraum
Das Verbreitungsgebiet der Rotbauchdrossel findet sich in Südamerika und erstreckt sich über weite Teile Brasiliens, Bolivien, Paraguay, Uruguay und den Norden von Argentinien. Rotbauchdrosseln leben in Menschennähe und bevorzugen offene Areale wie Waldränder, Parks und Gärten mit reichlichem Wasservorkommen.

## Gesang
Sowohl Männchen als auch Weibchen singen, Männchen dabei deutlich häufiger. Der Gesang klingt flötend-melodisch und ist meistens um die Zeit des Morgen- und Abendgrauens zu hören. Er dient zur Kennzeichnung des Territoriums und zur Balz.
Gesang der Rotbauchdrosselⓘ – Aufnahme durch Eurico Zimbres in Petropolis, Rio de Janeiro (Bundesstaat) (Brasilien)

## Ernährung
Die Rotbauchdrossel ernährt sich vorwiegend von Insekten, Larven, Regenwürmern und reifem Obst, einschließlich vom Menschen angebautes Obst wie Papayas, Orangen und Avocadofrüchten. Auch die Früchte verschiedener Palmenarten stehen auf ihrem Speiseplan.

## Fortpflanzung
Bis zu dreimal im Jahr legt das Weibchen zwei bis vier bläulich-grüne Eier. Nach 13 Tagen schlüpfen die Jungvögel, die gemeinsam von Männchen und Weibchen versorgt werden und nach 10–12 Tagen flügge werden.

## Unterarten
Es sind zwei Unterarten anerkannt:
- Turdus rufiventris juensis (Cory, 1916)[6] kommt im nordöstlichen Brasilien vor.
- Turdus rufiventris rufiventris Vieillot, 1818[7] ist im östlichen Bolivien über Paraguay bis ins südöstliche Brasilien, Uruguay und das nördliche Argentinien verbreitet.

## Etymologie und Forschungsgeschichte
Die Erstbeschreibung der Rotbauchdrossel erfolgte 1816 durch Louis Pierre Vieillot unter dem wissenschaftlichen Namen Turdus rufiventris. Das Typusexemplar stammte aus Brasilien. Bereits 1758 führte Carl von Linné die für die Wissenschaft neue Gattung Turdusein. Der Begriff stammt von lateinisch turdus ‚Drossel‘ ab. Der Artname rufiventris ist ein Wortgebilde aus lateinisch rufus ‚rötlich‘ und lateinisch venter, ventris ‚Bauch‘. Juensis bezieht sich auf Juá im Bundesstaat Ceará. Alfred Laubmann berichtete von gesammelten Exemplaren während der „3. Gran-Chaco-Expedition“  durch Hans Krieg (1888–1970), Michael Mathias Kiefer (1902–1980) und Eugen Josef Robert Schuhmacher (1906–1973) und zusätzlich von Adolf Neunteufel (1909–1979).